# Malajisk flyggroda
Malajisk flyggroda (Rhacophorus reinwardtii) är en groda från Sydostasien som tillhör släktet Rhacophorus och familjen trädgrodor.

## Utseende
En groda med tydlig könsdimorfism beträffande storleken: Honan är mellan 7,5 och 8,5 cm lång, hanen endast mellan 5 och 6,5 cm. Huden på ovansidan är slät och enfärgat grön, medan undersidans hud är grynig och med ett rutmönster i svart, gult och blått. Den har svart, blåprickig simhud på fötter och händer. Den har hudflikar längs armar och ben som den använder för glidflykt. Fingrarna avslutas med förstorade dynor. Trumhinnan är tydligt synlig. Grodynglet är ovalt, storvuxet och lätt tillplattat med en lövformad stjärt. Färgen är gråbrun med glesa svarta prickar.

## Taxonomi
Taxonomin för denna art är omstridd. Den tidigare arten med samma namn har delats upp i två, R. reinwardtii och R. kio, något som fortfarande är omstritt. Även dess förhållande till den nära släktingen R. nigropalmatus är ifrågasatt.

## Utbredning
Grodans utbredningsområde omfattar Thailand, Malaysiahalvön samt Sarawak och Sabah på Borneo samt Indonesien (Sumatra och Java). Den närstående arten R. kio, som ibland räknas ihop med denna art, lever i södra Kina (Yunnan- och Guangxiprovinserna), fläckvis i Vietnam, Laos och Thailand samt, troligtvis, i Myanmar.

## Vanor
Grodan lever i gamla regnskogar, framför allt i låglandet, även om de kan gå upp till 1 400 m. De håller framför allt till i trädkronorna nära vattensamlingar. Endast i samband med parningen tar de sig ner till vattensamlingarna. Lätet är ett lågt kacklande. Förväxlingsarten R. kio har samma vanor.

## Status
Den malajiska flyggrodan är klassificerad som missgynnad ("NT", underklassifiering "B2ab(iii)") av IUCN, och populationen minskar. Främsta orsakerna är skogsavverkning, nyodling och byggnation. Vattenföroreningar kan också vara ett tänkbart hot.